# Швабенгайм-ан-дер-Зельц
Швабенгайм-ан-дер-Зельц (нім. Schwabenheim an der Selz) — громада в Німеччині, розташована в землі Рейнланд-Пфальц. Входить до складу району Майнц-Бінген. Складова частина об'єднання громад Гау-Альгесгайм.
Площа — 9,49 км2. Населення становить 2572 ос. (станом на 31 грудня 2020).

## Галерея

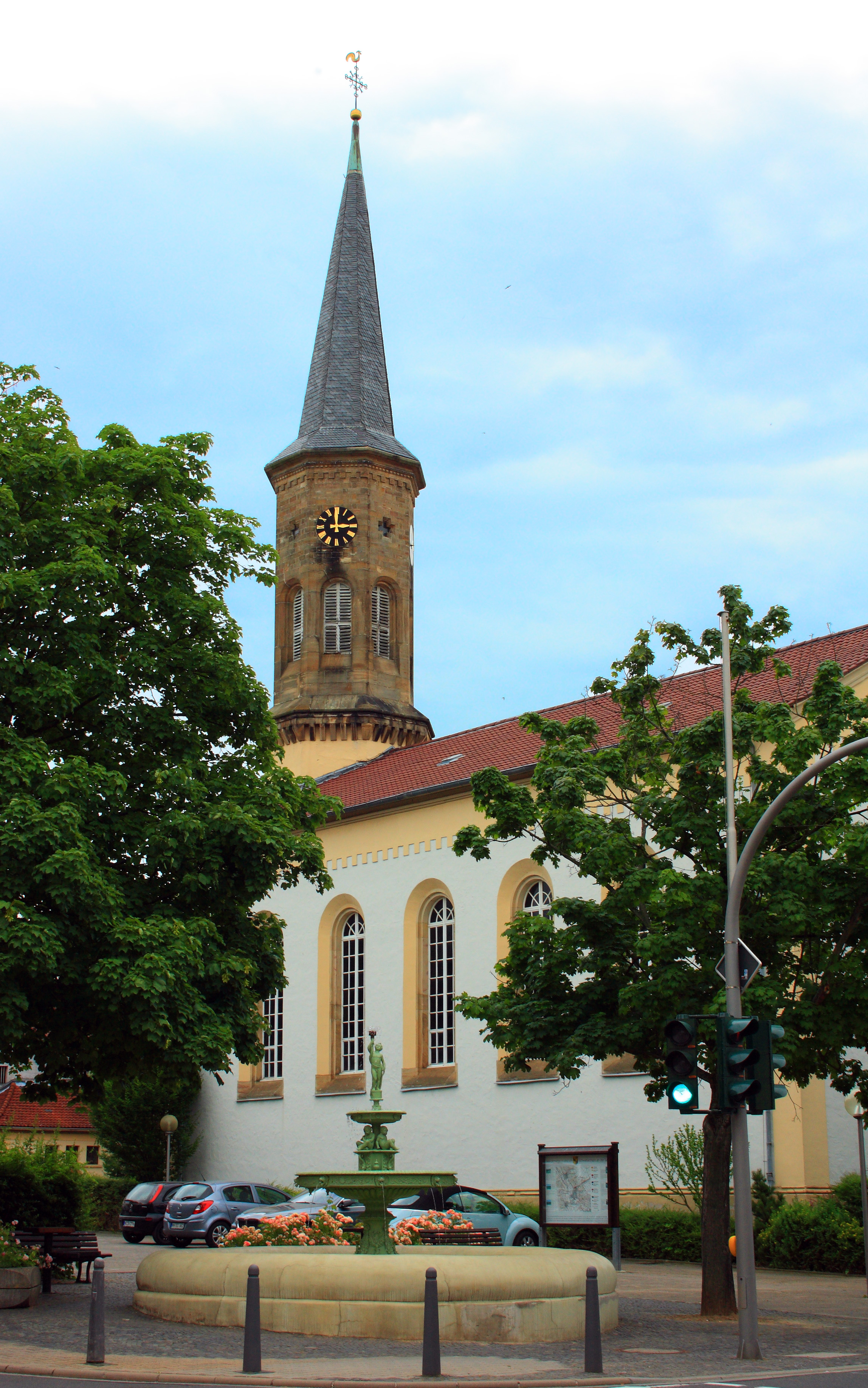
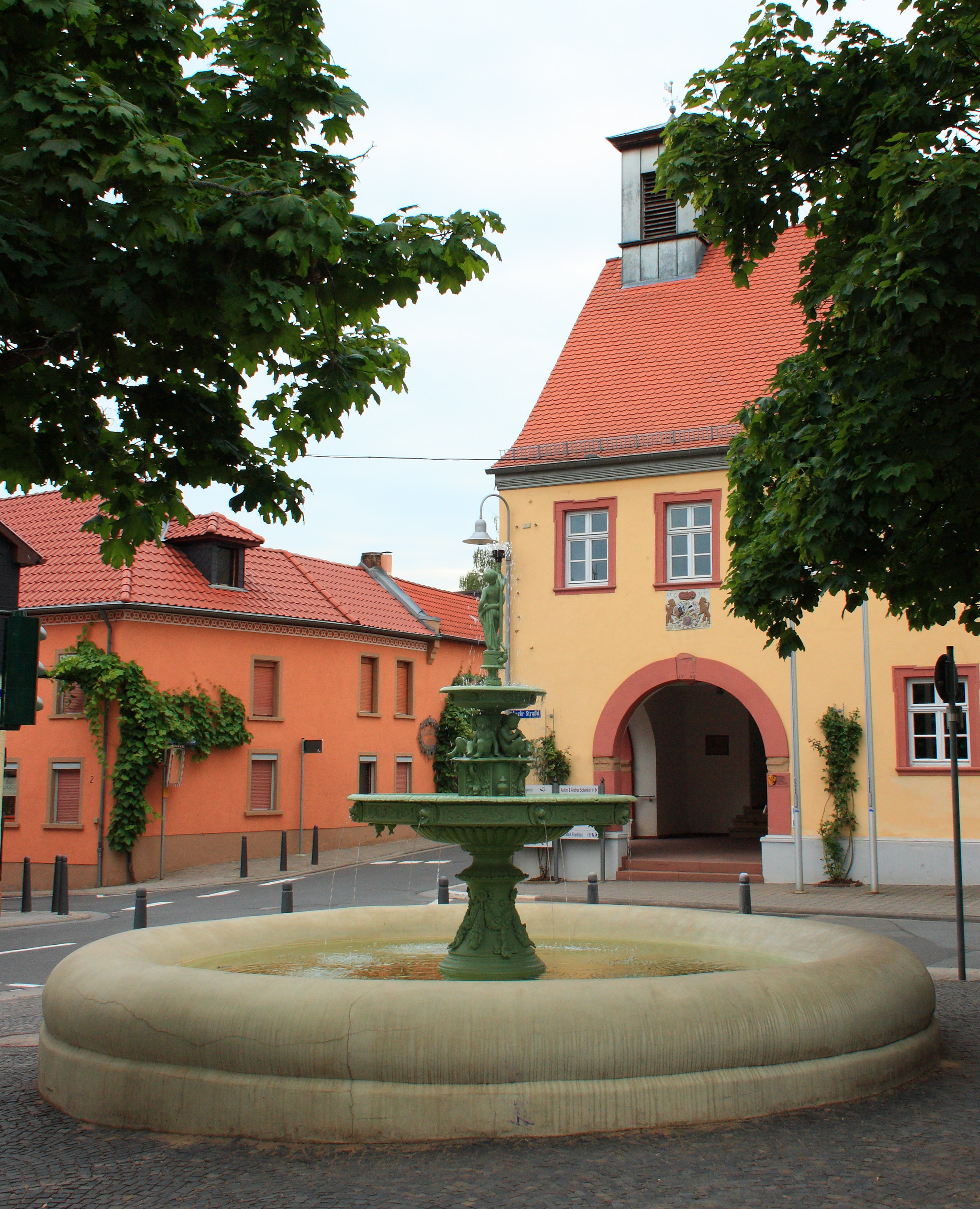
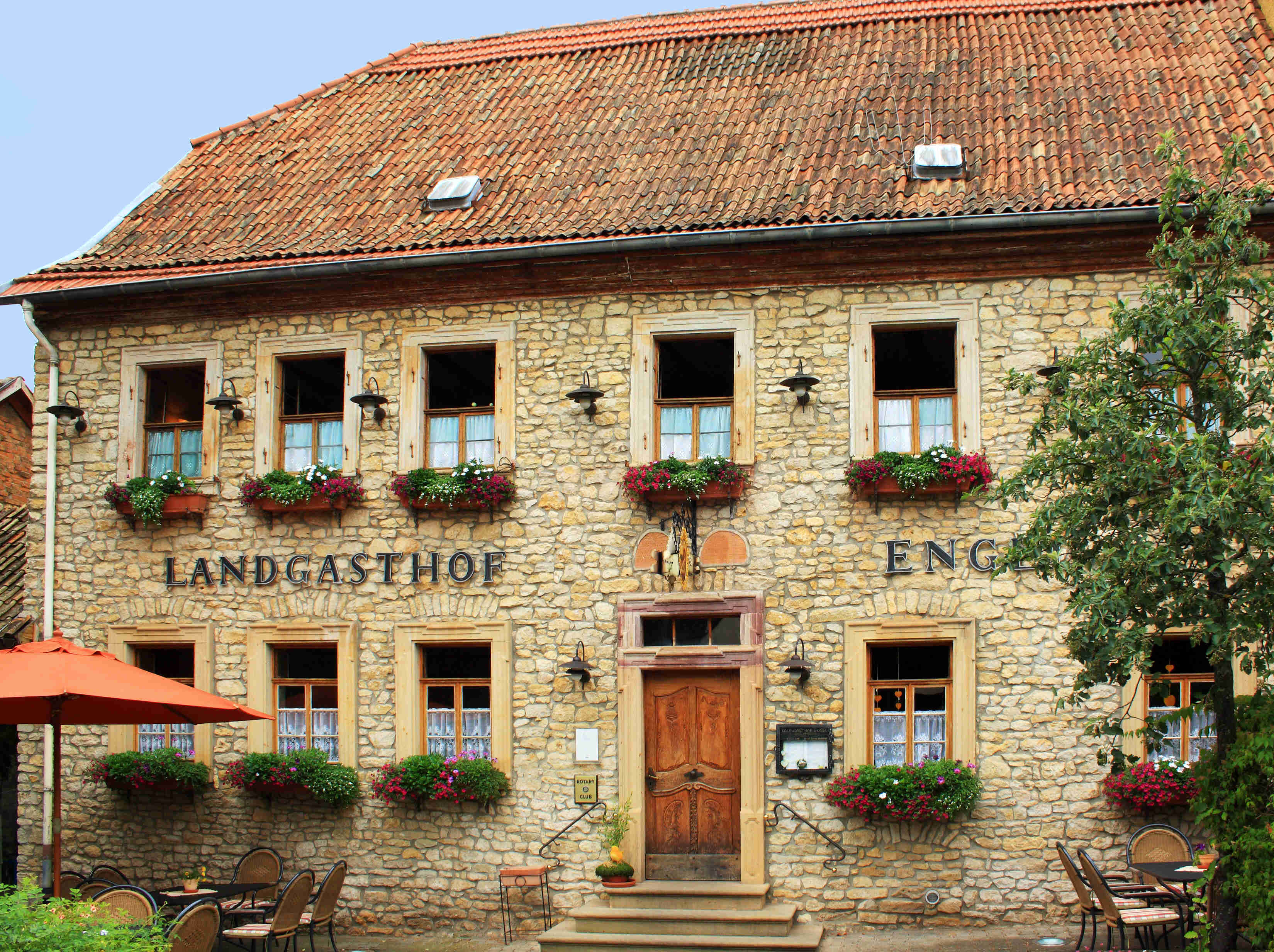